# Seznam dílů seriálu Kriminálka Anděl
Toto je seznam dílů seriálu Kriminálka Anděl. Český kriminální televizní seriál Kriminálka Anděl vysílala TV Nova premiérově od 1. září 2008. Třetí řada skončila v květnu 2012, na podzim roku 2013 však televize ohlásila přípravu další, čtvrté řady. Později[kdy?] bylo ohlášeno i natáčení nové řady.

## Přehled řad
| Řada | Díly | Premiéra       | Premiéra          |
| Řada | Díly | První díl      | Poslední díl      |
| ---- | ---- | -------------- | ----------------- |
| 1    | 13   | 1. září 2008   | 1. prosince 2008  |
| 2    | 16   | 8. března 2010 | 30. května 2011   |
| 3    | 16   | 6. února 2012  | 28. května 2012   |
| 4    | 16   | 31. srpna 2014 | 14. prosince 2014 |
| 5    | 16   | 28. srpna 2023 | 11. prosince 2023 |
| 6    | 16   | 26. srpna 2024 | 9. prosince 2024  |
| 7    | 16   | 18. srpna 2025 | Zima 2025         |

## Seznam dílů

### První řada (2008)
| Č. v seriálu | Č. v řadě | Název                 | Režie        | Scénář                                           | Datum premiéry     |
| --- | --------- | --------------------- | ------------ | ------------------------------------------------ | ------------------ |
| 1 | 1         | Záchvěv lidskosti     | Róbert Šveda | Stano Dančiak ml., Zuzana Križková a Petr Hudský | 1. září 2008       |
| Ve skladu květinářství jsou nalezeny mrtvá těla majitele firmy, účetní a majitelova syna a snachy. Z místa také zmizí malé dítě, vnuk majitele. Prvním podezřelým se stane bratr majitele firmy, který na místě činu skutečně byl, ale „pouze“ svému bratrovi vzal peníze, které mu podle jeho slov chtěl stejně půjčit. Z místa také zachránil dítě, které odnesl do nemocnice k lékařům. |           |                       |              |                                                  |                    |
| 2 | 2         | Bezdomovci            | Peter Bebjak | Petr Hudský a Zuzana Križková                    | 8. září 2008       |
| Díl začíná, když se bezdomovec Jurčo dožaduje, aby kriminalisté vyšetřili smrt jeho psa. Samozřejmě je odmítnut, ale o dva týdny později je sám nalezen mrtvý. Díky šetření případu je zjištěno, že lidé v bezdomovecké komunitě se něčeho bojí. Další bezdomovec je upálen poté, co je viděn, jak se baví s policisty. |           |                       |              |                                                  |                    |
| 3 | 3         | Chladnokrevně         | Róbert Šveda | Petr Hudský a Juraj Rayman                       | 15. září 2008      |
| Na kraji Prahy je náhodně objeveno v rybníce tělo podnikatele Viktora Hrubeše. Video z ornitologické kamery vyšetřovatele dovede k manželům Stehlíkovým. Při první návštěvě je zjevné, že manželka je manželem týrána. I další důkazy vedou ke Stehlíkovým. Stehlíková se pak dvakrát pokusí spáchat sebevraždu, ale nakonec jsou oba manželé zadrženi, i když Stehlíková jednala ze strachu z manžela. |           |                       |              |                                                  |                    |
| 4 | 4         | Mrtvý v hotelu        | Róbert Šveda | Petr Hudský                                      | 22. září 2008      |
| V hotelu je nalezen mrtvý chlapec a není jasné, zda šlo o vraždu či sebevraždu. Později v něm policista Tomeček pozná syna svého kamaráda – Štěpána. Ten měl ale u sebe cizí doklady, protože, jak vyšetřovatelé později zjistí, utíká před majitelem autobazaru a jeho kumpány. V autobazaru koupil auto za falešné peníze, které pak chtěl prodat v jiném bazaru. Cestou mu ho ale ukradli. Prodejce přišel na to, že dostal falešné bankovky, a tak dal Štěpánovi ultimatum a chce vrátit buď auto nebo peníze. Štěpán ale neměl ani jedno ani druhé, a tak se v zoufalství opil a vyskočil z okna hotelu. |           |                       |              |                                                  |                    |
| 5 | 5         | Smrtelný žert         | Peter Bebjak | Petr Hudský a Roman Olekšák                      | 29. září 2008      |
| Drogový dealer Sváťa je doma přepaden, zbit, zabit a okraden. Útočníci ušetřili jeho přítelkyni, která byla připoutaná k posteli a měla zavázané oči. Ta se stává prvním svědkem vraždy. Policii řekne, že útočníci byli nejméně dva. Policie vyslýchá několik drogových dealerů a dostane se k ženě, která dříve kvůli Sváťovi přišla o práci. Po dalším vyšetřování vyjde najevo, že Sváťa byl zabit jejími dvěma syny, jeden měl šestnáct, druhý třináct. Ti chtěli od Sváti náhradu za to, že máma ztratila práci, a tak jim dal marihuanu, aby ji prodali. Kluci ji ale sami spotřebovali a Sváťa pak chtěl peníze a napadl je. Podle jejich výpovědi dealera zabil mladší z nich. Kriminalisté se ale domnívají, že to tvrdil jen proto, aby zachránil bratra od vězení.                                                                                             |           |                       |              |                                                  |                    |
| 6 | 6         | Úmyslné nehody        | Róbert Šveda | Petr Hudský a Roman Olekšák                      | 6. října 2008      |
| Na okraji Prahy je nalezena mrtvá dívka Julie, která byla zaměstnána v právnické firmě jako sekretářka. Srazilo ji auto. Podezřelým se stává její přítel, ten ale viníkem není. Dalšími podezřelými jsou majitelé firmy Roháč a Petrák, který je zároveň významným komunálním politikem. Roháč je ale později taky nalezen mrtvý. Vyslýchána je také Roháčova manželka. Je zjištěno, že ji Julie vydírala, protože jako její gynekoložka neodhalila onemocnění. Vrahem Julie i Roháče je ale Petrák, kterého Julie také vydírala. |           |                       |              |                                                  |                    |
| 7 | 7         | Čarodějnice           | Róbert Šveda | Petr Hudský                                      | 13. října 2008     |
| V rekreační oblasti je po čarodějnicích nalezena potlučená dívka v bezvědomí. Kriminalisté zjistí, že nebyla sama. Spolu s kamarádkou slavily svátek s neznámými muži. Oslavu během noci opustily, protože se jim nelíbilo jejich chování po větší konzumaci alkoholu. Policisté podezřívali dva bratry, u nichž se čarodějnice slavily. Nakonec zjistí, že jeden z nich v noci řídil auto, cestou je přehlídl na silnici a srazil je. Těla pak ukryl v lese, jedna z nich se pak ale dostala dál od toho místa, a proto byla také nalezena. |           |                       |              |                                                  |                    |
| 8 | 8         | Staré vraždy          | Róbert Šveda | Petr Hudský a Juraj Rayman                       | 20. října 2008     |
| 9 | 9         | Baba na zabití        | Gejza Dezorz | Petr Hudský a Roman Olekšák                      | 3. listopadu 2008  |
| 10 | 10        | Loupež                | Gejza Dezorz | Petr Hudský a Juraj Rayman                       | 3. listopadu 2008  |
| Ve vesnici nedaleko Prahy je na při loupežném přepadení na poště zabit policista. Místní z loupeže podezírají již dříve odsouzeného Sýkoru, souhlasí s nimi i místní oddělení policie. Kriminalisté z Prahy se domnívají, že Sýkora není dost chytrý na to, aby vymyslel plán, jak vyloupit poštu. Zastřelený policista navíc podle záběrů z kamery pachatele poznal a nebránil se mu. I přesto místní, včetně policistů, uspořádají hon na Sýkoru a nezastřelí ho jen díky zásahu kriminalisty Benkovského. Skutečného pachatele policisté odhalí pomocí lsti. Prohledají Sýkorův dům, ve kterém jsou skutečně nalezeny peníze z loupeže. Pražští policisté ale řeknou, že udělali prohlídku již předtím a žádné peníze tam nebyly. Kapitán místní policie zpanikaří a pokusí se o útěk, přizná se k vraždě. Policisté mu řeknou, že žádnou prohlídku předtím neprovedli. |           |                       |              |                                                  |                    |
| 11 | 11        | Manželský kosočtverec | Peter Bebjak | Petr Hudský                                      | 10. listopadu 2008 |
| Bruno Kalivoda je nalezen na svém hausbótu zastřelený. Kriminalisté naleznou hned několik lidí, kteří by měli motiv Kalivodu zabít. Ve dřívějším zaměstnání podváděl majitele, pak pracoval jako soukromý detektiv. To, co zjistil o osobách, které sledoval, pak použil proti nim a vydíral je. Dokonce po nich chtěl přesně takové částky, jaké věděl, že si mohou dovolit. Kalivoda měl navíc poměr s manželkou podnikatele Hermana Simonou, která je dobrou manipulátorkou. Herman je majitelem firmy, kde Kalivoda pracoval. Vrahem Kalivody je Hermanův společník Větrovský, také milenec Simony, který se pokusil svést vraždu na Hermana. Podle policistů se na vraždě podílela i Simona, ale nemohou jí to dokázat. |           |                       |              |                                                  |                    |
| 12 | 12        | Posedlost             | Peter Bebjak | Petr Hudský                                      | 24. listopadu 2008 |
| 13 | 13        | Korunní princ         | Róbert Šveda | Petr Hudský                                      | 1. prosince 2008   |

### Druhá řada (2010–2011)
| Č. v seriálu | Č. v řadě | Název                | Režie          | Scénář                                                                | Datum premiéry  |
| ------------ | --------- | -------------------- | -------------- | --------------------------------------------------------------------- | --------------- |
| 14           | 1         | Minuta ticha         | Jiří Chlumský  | Viktorín Šulc                                                         | 8. března 2010  |
| 15           | 2         | Lidská skládačka     | Dan Wlodarczyk | Petr Hudský, Tomáš Feřtek, Radek Bajgar, Jan Maxa a Marie Prochazkova | 15. března 2010 |
| 16           | 3         | Legionář             | Ivan Pokorný   | Petr Hudský, Tomáš Feřtek, Radek Bajgar a Jan Maxa                    | 22. března 2010 |
| 17           | 4         | Miluj bližního svého | Ivan Pokorný   | Petr Hudský, Tomáš Feřtek, Radek Bajgar a Jan Maxa                    | 29. března 2010 |
| 18           | 5         | Nenávist             | Jiří Chlumský  | Petr Hudský                                                           | 12. dubna 2010  |
| 19           | 6         | Otázka víry          | Dan Wlodarczyk | Petr Hudský, Tomáš Feřtek, Radek Bajgar, Jan Maxa a Marie Prochazkova | 19. dubna 2010  |
| 20           | 7         | Klášterní tajemství  | Ivan Pokorný   | Petr Hudský, Tomáš Feřtek, Radek Bajgar a Jan Maxa                    | 21. března 2011 |
| 21           | 8         | Švýcarský řez        | Ivan Pokorný   | Petr Hudský, Tomáš Feřtek, Radek Bajgar a Jan Maxa                    | 28. března 2011 |
| 22           | 9         | Vesnická balada      | Jiří Chlumský  | Petr Hudský                                                           | 4. dubna 2011   |
| 23           | 10        | Zastavárník          | Ivan Pokorný   | David Nedoma                                                          | 11. dubna 2011  |
| 24           | 11        | Balkánská stopa      | Ivan Pokorný   | Petr Hudský                                                           | 18. dubna 2011  |
| 25           | 12        | Baronka              | Ivan Pokorný   | Janek Kroupa                                                          | 25. dubna 2011  |
| 26           | 13        | Pistole              | Ivan Pokorný   | Petr Hudský                                                           | 2. května 2011  |
| 27           | 14        | Podraz               | Dan Wlodarczyk | Petr Hudský, Tomáš Feřtek, Radek Bajgar a Jan Maxa                    | 16. května 2011 |
| 28           | 15        | Messenger            | Dan Wlodarczyk | Jan Malinda                                                           | 23. května 2011 |
| 29           | 16        | Slušný chlapec       | Dan Wlodarczyk | Petr Hudský, Tomáš Feřtek, Radek Bajgar a Jan Maxa                    | 30. května 2011 |

### Třetí řada (2012)
| Č. v seriálu | Č. v řadě | Název               | Režie         | Scénář                                        | Datum premiéry  | Sledovanost v milionech |
| ------------ | --------- | ------------------- | ------------- | --------------------------------------------- | --------------- | ----------------------- |
| 30           | 1         | Pomsta              | Ivan Pokorný  | Tomáš Feřtek a Petr Hudský                    | 6. února 2012   |                         |
| 31           | 2         | Černý mušketýr      | Ivan Pokorný  | Tomáš Feřtek a Viktorín Šulc                  | 13. února 2012  | 1,021                   |
| 32           | 3         | Pohřbená zaživa     | Ivan Pokorný  | Tomáš Feřtek a Cecílie Jílková                | 20. února 2012  |                         |
| 33           | 4         | Noční taxi          | Ivan Pokorný  | Tomáš Feřtek a Vladimír Fanta                 | 27. února 2012  |                         |
| 34           | 5         | Klíč                | Ivan Pokorný  | Tomáš Feřtek a Petr Hudský                    | 5. března 2012  |                         |
| 35           | 6         | O mrtvých jen dobře | Jiří Chlumský | Tomáš Feřtek a David Nedoma                   | 12. března 2012 |                         |
| 36           | 7         | Hlavák              | Jiří Chlumský | Tomáš Feřtek a Metoděj Alexa                  | 19. března 2012 |                         |
| 37           | 8         | Oko za oko          | Jiří Chlumský | Tomáš Feřtek, Petr Hudský a Jan Eisner        | 26. března 2012 |                         |
| 38           | 9         | Panenka             | Jiří Chlumský | Tomáš Feřtek, Petr Bok a Jindřiška Mendozová  | 2. dubna 2012   |                         |
| 39           | 10        | Zámek               | Jiří Chlumský | Tomáš Feřtek, Petr Hudský a David Musil       | 9. dubna 2012   |                         |
| 40           | 11        | Nehoda              | Jiří Chlumský | Tomáš Feřtek a Jan Malinda                    | 16. dubna 2012  |                         |
| 41           | 12        | Tajné pohřby        | Jiří Chlumský | Tomáš Feřtek, Karel Lupomesky a Viktorín Šulc | 23. dubna 2012  |                         |
| 42           | 13        | Klára               | Jiří Chlumský | Tomáš Feřtek a Petr Hudský                    | 30. dubna 2012  |                         |
| 43           | 14        | Osmé nebe           | Jiří Chlumský | Tomáš Feřtek a Karin Stružkova                | 7. května 2012  |                         |
| 44           | 15        | Krása bolí          | Ivan Pokorný  | Tomáš Feřtek a Cecílie Jílková                | 14. května 2012 |                         |
| 45           | 16        | Pasťák              | Ivan Pokorný  | Tomáš Feřtek a Petr Hudský                    | 28. května 2012 |                         |

### Čtvrtá řada (2014)
Začátek vysílání čtvrté řady, která se natáčela od dubna 2014, byl ohlášen od 31. srpna 2014.
| Č. v seriálu | Č. v řadě | Název            | Režie         | Scénář                                                  | Datum premiéry     | Sledovanost v milionech |
| ------------ | --------- | ---------------- | ------------- | ------------------------------------------------------- | ------------------ | ----------------------- |
| 46           | 1         | Únos             | Jaroslav Fuit | Petr Hudský a Miroslav Vaic                             | 31. srpna 2014     | 0,831                   |
| 47           | 2         | Bláznivá smrt    | Jaroslav Fuit | Viktorín Šulc a Miroslav Vaic                           | 7. září 2014       | 0,881                   |
| 48           | 3         | Dáma na kolejích | Jaroslav Fuit | Petr Hudský a Miroslav Vaic                             | 14. září 2014      | 1,017                   |
| 49           | 4         | Jachtklub        | Jaroslav Fuit | Miroslav Vaic                                           | 21. září 2014      | 0,929                   |
| 50           | 5         | Krev a benzín    | Jiří Chlumský | David Nedoma a Jan Drbohlav                             | 28. září 2014      | 1,117                   |
| 51           | 6         | Zvěřinec         | Jiří Chlumský | Cecílie Jílková a Miroslav Vaic                         | 5. října 2014      | 1,051                   |
| 52           | 7         | Zátiší s vraždou | Jiří Chlumský | Viktorín Šulc a Miroslav Vaic                           | 12. října 2014     | 1,119                   |
| 53           | 8         | Mise             | Jiří Chlumský | Miroslav Vaic                                           | 19. října 2014     | 1,161                   |
| 54           | 9         | Smrt v láhvi     | Jaroslav Fuit | Jan Drbohlav                                            | 26. října 2014     | 0,966                   |
| 55           | 10        | Boxer            | Jaroslav Fuit | námět: Dmitrij Kanjuka scénář: Miroslav Vaic            | 2. listopadu 2014  | 0,908                   |
| 56           | 11        | Sprejeři         | Jaroslav Fuit | námět: David Nedoma scénář: Petr Hudský a Miroslav Vaic | 9. listopadu 2014  | 0,978                   |
| 57           | 12        | Sekretář         | Jaroslav Fuit | námět: Jan Malinda scénář: Miroslav Vaic                | 16. listopadu 2014 | 0,834                   |
| 58           | 13        | Letiště          | Jiří Chlumský | Petr Hudský a Miroslav Vaic                             | 23. listopadu 2014 | 1,092                   |
| 59           | 14        | Slečna smrt      | Jiří Chlumský | Viktorín Šulc a Miroslav Vaic                           | 30. listopadu 2014 | 1,079                   |
| 60           | 15        | Skleník          | Jiří Chlumský | námět: Marie Procházková scénář: Vilém Hakl             | 7. prosince 2014   | 1,088                   |
| 61           | 16        | Boj o lodě       | Jiří Chlumský | Miroslav Vaic                                           | 14. prosince 2014  | 1,011                   |

### Pátá řada (2023)
Začátek vysílání páté řady, která se natáčela od ledna 2023 do července 2023, byl ohlášen na 28. srpna 2023.
| Č. v seriálu | Č. v řadě | Název                | Režie         | Scénář                                                                    | Datum premiéry     | Sledovanost v milionech |
| ------------ | --------- | -------------------- | ------------- | ------------------------------------------------------------------------- | ------------------ | ----------------------- |
| 62           | 1         | Deset tisíc procent  | Peter Bebjak  | námět: David Ziegelbauer a Petr Hudský scénář: Petr Hudský                | 28. srpna 2023     | 1,049                   |
| 63           | 2         | Střelec              | Peter Bebjak  | námět: Petr Hudský a Vilém Hakl scénář: Vilém Hakl                        | 4. září 2023       | 0,977                   |
| 64           | 3         | Narcis               | Peter Bebjak  | námět: Andrea Fuglíková a David Musil scénář: Miroslav Vaic a David Musil | 11. září 2023      | 1,006                   |
| 65           | 4         | Krvavé kameny        | Peter Bebjak  | námět: Petr Hudský a David Ziegelbauer scénář: David Ziegelbauer          | 18. září 2023      | 1,030                   |
| 66           | 5         | Známka               | Michal Blaško | námět: Petr Hudský a David Ziegelbauer scénář: David Ziegelbauer          | 25. září 2023      | 1,106                   |
| 67           | 6         | Zámek pro panenky    | Michal Blaško | námět: Petr Hudský a David Ziegelbauer scénář: Petr Hudský                | 2. října 2023      | 1,164                   |
| 68           | 7         | Poklad ze záhrobí    | Michal Blaško | námět: Petr Hudský a David Ziegelbauer scénář: David Ziegelbauer          | 9. října 2023      | 1,140                   |
| 69           | 8         | Slídil               | Michal Blaško | námět: Vilém Hakl scénář: Vilém Hakl a Jan Drbohlav                       | 16. října 2023     | 1,096                   |
| 70           | 9         | Vykradač hrobů       | Matúš Ryšan   | námět: Petr Hudský a David Ziegelbauer scénář: Petr Hudský                | 23. října 2023     | 1,110                   |
| 71           | 10        | Příběh ze ZOO        | Matúš Ryšan   | námět: Petr Hudský a David Ziegelbauer scénář: David Ziegelbauer          | 30. října 2023     | 1,128                   |
| 72           | 11        | Případ Jidáš         | Matúš Ryšan   | Jan Drbohlav                                                              | 6. listopadu 2023  | 1,084                   |
| 73           | 12        | Mrtvý pták           | Matúš Ryšan   | Josef Klíma                                                               | 13. listopadu 2023 | 1,160                   |
| 74           | 13        | Smlouva bez podpisu  | Michal Blaško | Jan Drbohlav                                                              | 20. listopadu 2023 | 0,917                   |
| 75           | 14        | Bez hlavy            | Michal Blaško | námět: Andrea Fuglíková a Dušan Brunclík scénář: Josef Klíma              | 27. listopadu 2023 | 1,206                   |
| 76           | 15        | Coura                | Michal Blaško | námět: Petr Hudský a David Ziegelbauer scénář: Petr Hudský                | 4. prosince 2023   | 1,267                   |
| 77           | 16        | Morituri te salutant | Michal Blaško | námět: David Ziegelbauer a Petr Hudský scénář: David Ziegelbauer          | 11. prosince 2023  | 1,261                   |

### Šestá řada (2024)
| Č. v seriálu | Č. v řadě | Název                | Režie         | Scénář                                         | Datum premiéry     | Sledovanost v milionech |
| ------------ | --------- | -------------------- | ------------- | ---------------------------------------------- | ------------------ | ----------------------- |
| 78           | 1         | Smrt barmanky        | Peter Bebjak  | Jaroslav Hruška                                | 26. srpna 2024     | 1,183                   |
| 79           | 2         | Kolonie              | Peter Bebjak  | Jakub Režný a Aleš Preis                       | 2. září 2024       | 1,019                   |
| 80           | 3         | Přepadení            | Matúš Ryšan   | David Musil a Kryštof Pavelka                  | 9. září 2024       | 1,047                   |
| 81           | 4         | Čas na pomstu        | Matúš Ryšan   | David Musil a Jan Singer                       | 16. září 2024      | 1,153                   |
| 82           | 5         | Rybník               | Peter Magát   | Kryštof Pavelka a David Musil                  | 23. září 2024      | 1,106                   |
| 83           | 6         | Rdousil              | Peter Magát   | Jakub Režný, Aleš Preis a Jan Singer           | 30. září 2024      | 1,098                   |
| 84           | 7         | Křehký terč          | Matúš Ryšan   | Pavel Gotthard                                 | 7. října 2024      | 1,154                   |
| 85           | 8         | Rodinná terapie      | Matúš Ryšan   | Tomáš Grombíř a Jan Singer                     | 14. října 2024     | 1,113                   |
| 86           | 9         | Poslední kavalír     | Ondrej Hraška | Pavel Gotthard                                 | 21. října 2024     | 1,145                   |
| 87           | 10        | Táta z velkého domu  | Ondrej Hraška | Jakub Režný a Aleš Preis                       | 28. října 2024     | 1,146                   |
| 88           | 11        | Večírek              | Ondrej Hraška | Jan Singer a David Musil                       | 4. listopadu 2024  | 1,126                   |
| 89           | 12        | Svědectví ze záhrobí | Ondrej Hraška | Tomáš Grombíř a Kryštof Robin                  | 11. listopadu 2024 | 1,218                   |
| 90           | 13        | Vražda čerpadlářky   | Matúš Ryšan   | Tomáš Vávra                                    | 18. listopadu 2024 | 1,196                   |
| 91           | 14        | Zahradnictví         | Matúš Ryšan   | Tomáš Grombíř a Jan Singer                     | 25. listopadu 2024 | 1,184                   |
| 92           | 15        | Runy                 | Matúš Ryšan   | Dušan Brunclík, Andrea Fuglíková a David Musil | 2. prosince 2024   | 1,154                   |
| 93           | 16        | Parkur               | Matúš Ryšan   | David Musil, Kryštof Robin                     | 9. prosince 2024   | 1,172                   |

### Sedmá řada (2025)
| Č. v seriálu | Č. v řadě | Název             | Režie              | Scénář                                                        | Datum premiéry | Sledovanost v milionech |
| ------------ | --------- | ----------------- | ------------------ | ------------------------------------------------------------- | -------------- | ----------------------- |
| 94           | 1         | Cena eutanazie    | Peter Bebjak       | Tomáš Vávra, Andrea Fuglíková, Dušan Brunclík a Tomáš Grombíř | 25. srpna 2025 |                         |
| 95           | 2         | Doktor            | Peter Bebjak       |                                                               | 1. září 2025   |                         |
| 96           | 3         | Partička          | Peter Bebjak       |                                                               | 8. září 2025   |                         |
| 97           | 4         | Prstýnek          | Peter Bebjak       |                                                               | 15. září 2025  |                         |
| 98           | 5         | Waterloo          | Martin Bystriansky |                                                               | 22. září 2025  |                         |
| 99           | 6         | Záhada pokoje 402 | Martin Bystriansky |                                                               | 29. září 2025  |                         |
| 100          | 7         | Poslední hit      | Martin Bystriansky |                                                               | 6. října 2025  |                         |
| 101          | 8         | Smrt u kolejí     | Martin Bystriansky |                                                               | 13. října 2025 |                         |